# Elizaveta Glinka

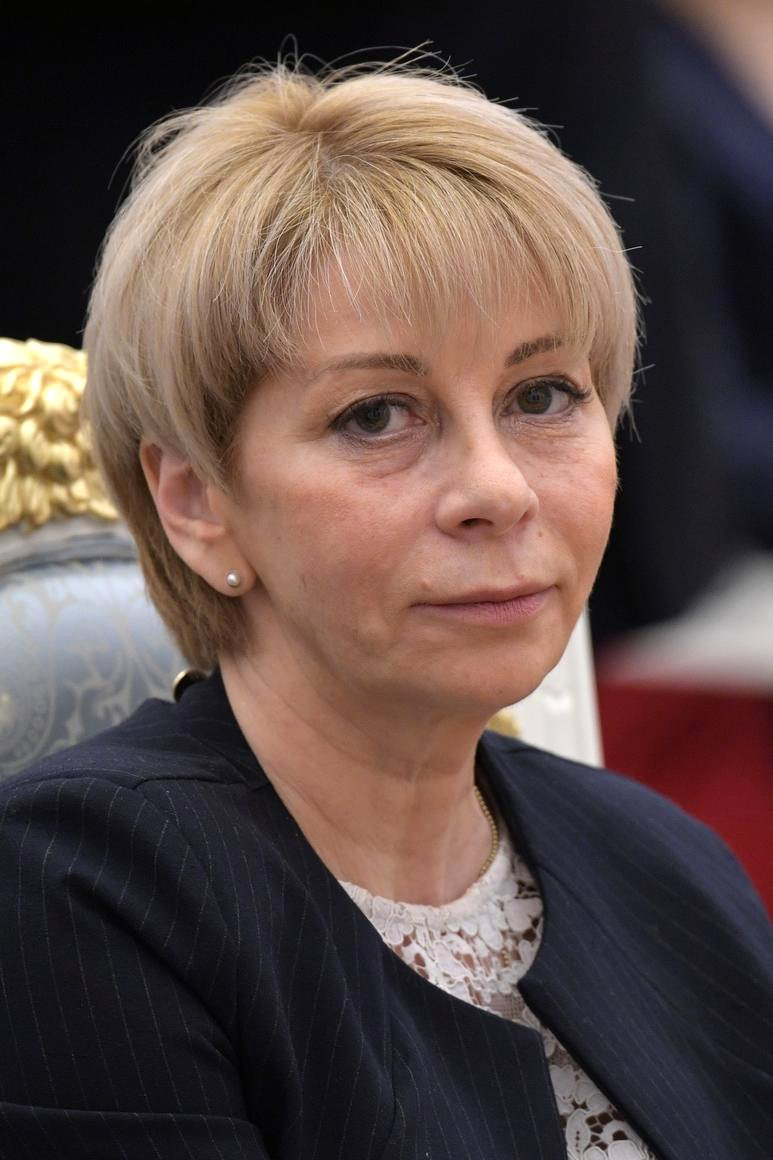
Elizaveta Glinka, bij haar onderscheiding op 8 december 2016.

Elizaveta Petrovna Glinka (Russisch: Елизавета Петровна Глинка, ook wel bekend als Dr. Liza (Russisch: Доктор Лиза), 20 februari 1962 – 25 december 2016) was een Russische humanitair werkster en liefdadigheidsactiviste.  
                                       
Als kinderanesthesiologe stond zij aan het hoofd van een humanitaire van regeringssteun onafhankelijke non-profitorganisatie Spravedlivaja Pomosjtsj, die ze in 2007 in Moskou oprichtte. Haar activiteiten waren onderwerp van een documentairefilm van Elena Pogrebizjskaja. Kort voor haar dood ontving ze een Russische staatsonderscheiding voor uitmuntende prestaties voor liefdadigheid en mensenrechtenactiviteiten. 
Op 25 december 2016 kwam zij samen met 64 leden van het Aleksandrovkoor, dat onderweg was van Moskou naar de Russische luchtmachtbasis Khmeimim in de Syrische provincie Latakia, voor een nieuwjaarsoptreden en om medische voorraden te leveren aan Tisjrin Universiteitsziekenhuis, om het leven toen het vliegtuig, waarin zij zaten, ter hoogte van Sotsji neerstortte in de Zwarte Zee.